# Akar-Bale
Akar-Bale ist eine ausgestorbene Sprache, die einst von den indigenen Völkern der Andamanen-Inseln gesprochen wurde, insbesondere in der Region Ritchie's Archipelago, Havelock Island und Neill Island.
Sie gehörte zur Sprachfamilie der südlichen Great-Andamanesischen Sprachen und war bekannt für ihre agglutinative Struktur mit umfangreichen Präfix- und Suffixsystemen.
Eine Besonderheit dieser Sprache war das Nomenklassensystem, das auf Körperteilen basierte. Jedes Substantiv und Adjektiv erhielt ein Präfix, das sich auf die Form oder Funktion eines bestimmten Körperteils bezog. Die Sprache verschwand zusammen mit der ethnischen Gruppe, die sie sprach, nach 1931.